# اسلام‌آباد (زیدآباد، یک)
اسلام‌آباد و گوزآباد ستایی در دهستان زیدآباد بخش زیدآباد شهرستان سیرجان استان کرمان ایران است.

## جمعیت
بر پایه سرشماری عمومی نفوس و مسکن در سال ۱۳۹۵ جمعیت این مکان ۲۱۲ نفر (۵۸خانوار) بوده‌است.